# Reo Mochizuki
Reo Mochizuki (望月 嶺臣 Mochizuki Reo?), född 18 januari 1995 i Shiga prefektur, är en japansk fotbollsspelare.
Mochizuki började sin karriär 2013 i Nagoya Grampus. Efter Nagoya Grampus spelade han för Renofa Yamaguchi FC och Kyoto Sanga FC.